# مجمع البيرق
يعتبر مجمع البيرق واحد من أحدث المجمعات التجارية في الكويت ويقع في محافظة الأحمدي بمنطقة العقيلة ويعتبر أيقونة المنطقة الجديدة ، يضم المجمع العديد من المتاجر والمطاعم العالمية بالإضافة إلى أكثر من دار عرض تابعة لشركة السينما الكويتية سينسكيب.